# Aristida filifolia
Aristida filifolia là một loài thực vật có hoa trong họ Hòa thảo. Loài này được (Arechav.) Herter mô tả khoa học đầu tiên năm 1953.